# Herman Wouk
Herman Wouk (født 27. maj 1915, død 17. maj 2019) var en amerikansk bestseller-forfatter med indvandrede jødiske forældre fra Hviderusland. Han vandt Pulitzer-prisen  for The Caine Mutiny (Mytteriet på Caine). Andre markante romaner er 
The Winds of War (Krigens Storme i tre bind med titlerne Natalie, Pamela og Op mod Vinden, der udkom på dansk i 1983-84, og  War and Remembrance (Verden i Flammer i tre bind med titlerne Hvor er Natalie, Byron og Natalie, Paradis-Ghettoen, der udkom på dansk i 1989). To Miniserier Winds of War (Europa i flammer)  fra 1983 og War and Remembrance (Verden i Flammer) fra 1988 var baseret på Herman Wouks romaner.